# Зайцев, Олег Николаевич
Оле́г Никола́евич За́йцев (род. 18 ноября 1968, Новополоцк, Витебская область) — белорусский русскоязычный журналист, издатель и литератор.

## Биография
Родился в 1968 году в городе Новополоцке Витебской области. Служил в пограничных войсках (Краснознамённого среднеазиатского пограничного округа) в Туркменистане на границе с Ираном (за добросовестную службу был награждён нагрудным знаком «Отличник погранвойск» II степени). Литературный дебют состоялся в республиканской газете «Комсомолец Туркменистана» в 1987 году.
Окончил факультет журналистики Белорусского государственного университета. В 1990 году стал членом литобъединения «Полоцкая ветвь». На пятом курсе инициировал через деканат создание полугодичных литературных курсов. Мастер-класс по стихосложению на них вела выпускница Литературного института им. А. М. Горького, поэтесса и драматург С. П. Бартохова, по художественной прозе — доктор филологических наук, профессор, прозаик, публицист Б. В. Стрельцов, по литературной критике и литературоведению — академик, доктор филологических наук, профессор, главный научный сотрудник Института языка и литературы имени Якуба Колоса и Янки Купалы Национальной академии наук Беларуси, литературовед, критик и писатель В. В. Гниломёдов. Имеет удостоверение выпускника курсов.
С 1994 года по 1996 год О. Зайцев трудился корреспондентом в газете Министерства внутренних дел Беларуси «На страже». Был аттестован в должности лейтенанта милиции. С 1994 по 2009 годы являлся заместителем председателя Белорусского литературного союза «Полоцкая ветвь». С 1996 года — член Белорусского союза журналистов.

## Журналистская деятельность
Материалы О. Зайцева как внештатного корреспондента периодически публикуются в республиканских СМИ, таких как журналы «Беларуская думка», «Родник», газеты «Советская Белоруссия», «Знамя Юности», «Рэспубліка», «Звязда», «Чырвоная Змена», «Дело №», «Свободные новости плюс» и др.
В газете «Знамя Юности» в 1990 году Зайцев О. Н. впервые дебютировал в качестве литературного критика с развёрнутой аннотацией на коллективный сборник поэзии полочан «Сумерки» («Похожие, но разные миры…»).
В своё время Олег Зайцев брал интервью и у российских звёзд эстрады, таких как Александр Розенбаум («Я не изменил своим темам и своим убеждениям») и Татьяна Овсиенко («Надо верить в лучшее») для газеты «Рэспубліка». В журналистике выступает также под псевдонимом Никита Огнев.

## Издательская деятельность
В 1994 году в качестве главного редактора газеты «Мужской клуб» выпустил три номера этого издания.
С сентября 1996 до июня 2011 года, с небольшими перерывами, трудился главным редактором газеты «Вестник культуры», печатного органа Беллитсоюза «Полоцкая ветвь».
С 1996 по 2000 годы О. Зайцев возглавляет Редакцию газеты «Ячменный голос». С 2000 года — учредитель и издатель производственно-практического журнала «Империя напитков», с 2004 года — производственно-практического журнала «Молочный продукт», с 2005 года — производственно-практического журнала «Кумпячок». С 2004 по 2006 годы — главный редактор и издатель журнала «Западная Двина».
Вместе со Скрипкой С. Н. был соучредителем журналов «Ресторанный бизнес» (просуществовал до 2008 года), «Молочный продукт», «Бакалейный ряд» (просуществовал до 2008 года). С 2004 по 2008 годы по совместительству работал главным редактором Редакционно-издательского учреждение «Литература и рынок» (выпускало журналы «Западная Двина», «Молочный продукт», «Ресторанный бизнес»).
В 2006 году компаньоны разошлись и разделили проекты. У Зайцева О. Н. в собственности остались журналы «Империя напитков», «Молочный продукт», «Кумпячок».
С 2000 по 2008 годы — руководитель Учреждения «Редакция газеты „Вестник культуры“». В общей сложности является учредителем, главным редактором и издателем десяти средств массовой информации, половина которых выходит и в настоящее время.
Имея лицензию на издание художественной литературы, Учреждение «Литературный свет», возглавляемое Олегом Зайцевым, за период 2009—2010 годы выпустило шесть книг поэзии, три книги художественной прозы и две книги по литературоведению. Часть из них были изданы благодаря благотворительной деятельности самого О. Зайцева.
С 2010 года Зайцев О. Н. снова возглавил литературно-публицистический журнал «Западная Двина».
А с июля 2011 года начал выпуск собственной тематической газеты «Слово писателя».
Издание газет
- «Мужской клуб», республиканская гендерная газета — главный редактор, 1994 год (выпустил три номера)
- «Вестник культуры», республиканская тематическая газета — издатель и главный редактор в 1996, 2001—2006, 2007, 2010—2011 годы
- «Ячменный голос», республиканская газета для производителей и потребителей пива — учредитель, издатель и главный редактор с 1996 по 2000 годы
- «Кабацкая правда», республиканская газета для системы HoReCa — учредитель, издатель и главный редактор с 1999 по 2002 годы
- «Слово писателя», республиканская тематическая газета — учредитель, издатель и главный редактор с 2011 года по н.в.

Издание журналов
- «Империя напитков», республиканский отраслевой научный, производственно-практический журнал — учредитель, издатель и главный редактор с 2000 года по н.в.
- «Ресторанный бизнес», республиканский отраслевой производственно-практический журнал — соучредитель, издатель и главный редактор с 2003 по 2006 годы
- «Западная Двина», республиканский литературно-публицистический журнал — издатель и главный редактор в 2004—2005 годы, с 2010 года по н.в.
- «Молочный продукт», республиканский отраслевой научный, производственно-практический журнал — соучредитель, издатель и главный редактор с 2004 года по н.в.
- «Бакалейный ряд», республиканский отраслевой производственно-практический журнал — соучредитель, издатель и главный редактор с 2005 по 2007 годы
- «Кумпячок», республиканский отраслевой научный, производственно-практический журнал — соучредитель, издатель и главный редактор с 2005 года по н.в.

## Литературная деятельность
Организовал в Минске две республиканские научно-практические конференции: «Белорусская русскоязычная литература в контексте современной белорусской культуры»
(2004) и «Профессиональный белорусский писатель: мифы и реальность»(2006), на которых также выступил с докладами. Участник восьми коллективных сборников стихов, сборника прозы, четырёх литературных альманахов, двух литературных антологий. В 2010 году вышла третья авторская книга поэзии О. Зайцева «Координаты смысла». К 65-летию победы в Великой Отечественной войне был опубликован рассказ «Фабрика безумия».
С 2008 года — директор Культурно-просветительского учреждения (издательства) «Литературный свет». С 2009 года — председатель Белорусского литературного союза «Полоцкая ветвь».
Поэзия
- «Ладья». Коллективный сборник стихов. Полоцк, Наследие Ф. Скорины, 1992.
- «Полоцкий летописец». Литературный альманах, № 2. Стихи. Полоцк, Наследие Ф. Скорины, 1993 — С.114
- «Катарсизм». Литературный альманах. Том 1. Стихи. Полоцк, Наследие Ф. Скорины, 1994 — С.140-148
- «Рифмованные девиации». Первая книга поэзии. Полоцк, Наследие Ф. Скорины, 1994
- «Наитие». Стихотворения. Вторая книга поэзии. Минск, Славянский путь, 2001 ISBN 985-6592-27-5
- «Современная русская поэзия Беларуси». Антология. Мн., Технопринт, 2003 — С.76 ISBN 985-464-503-7
- «Полоцкий альбом». Стихи поэтов Полотчины. СПб, Логос, 2004 — С.41-45 ISBN 5-87288-241-6
- «Координаты смысла». Стихотворения. Третья книга поэзии. Минск, Литературный свет, 2010 ISBN 978-985-6943-06-8
- «Новая реальность». Литературный интернет-журнал № 33, 2011. Стихи
- «ЛитЭра» № 6. Литературный альманах. Москва, У Никитских ворот, 2011 — С.58-59 ISBN 978-5-91366-383-2

Драматургия
- «Подслушанные монологи», одноактная мини-пьеса с эпилогом и прологом. «Рифмованные девиации». Первая книга поэзии. Полоцк, Наследие Ф. Скорины, 1994.

Журналистика
- «Кое-что про „это“», статья. Журнал «Родник» № 7, 1990 — С. 30
- «Если смотреть в корень», интервью с президентом Белорусского экологического союза проф. Б. Савицким. Журнал «Беларуская думка» № 8, август 1993 — С. 27-29
- «В поисках земли обетованной», статья. Журнал «Белорусская думка» № 7, 1994 — C. 79-82
- «Литература — удел пенсионеров?», статья. Журнал «Западная Двина» № 2(15), 2010 — С. 189—190

## Общественная деятельность
В 1991-м году Зайцев О. Н. возглавил литературное объединение «Мысль и слово». В 1993-м — Минское литературное объединение «Полоцкая ветвь» (газеты «Знамя Юности» № 188(12136), 10.11.1993 года, с.3; «Рэспубліка» № 224(511), 16.11.1993 г., с.3; «Добры вечар» № 65(749), 06.04.1994 г., с. 3). В 1994 году, в новом качестве, принимает участие в «круглом столе» о современном состоянии общества, культуры и искусства, организованном журналом «Беларуская думка» (статья «Выйсце падкажа час», журнал «Беларуская думка» № 10, 1994 г.).
Два года ведёт поэтическую рубрику «Находка» в газете МВД «На страже». В 1998—1999 годах — член жюри Республиканского поэтического конкурса для детей и молодёжи «Волшебный фонарик», организаторы — Государственный комитет по делам молодёжи Республики Беларусь и республиканская газета «Знамя Юности».
В 1994 году выступает в прессе с инициативой создания республиканского творческого союза писателей. 18 ноября, во многом благодаря и его усилиям, в Полоцке проходит Учредительный съезд Беллитсоюза «Полоцкая ветвь». Члены союза трижды избирают его на должность заместителя председателя данной организации. А с ноября 2009 года — Зайцев О. Н. становится во главе писательского союза.
В 2003, 2005 годах — председатель, а с 2007 года — постоянный член жюри Межрегионального литературного конкурса «Поэт-Артист».
В 2006—2007 годах неоднократно выступает как писатель и издатель в цикле встреч на телепередаче «Поэты за круглым столом» Полоцкого кабельного телеканала «Скиф-Полоцк», который вёл поэт Александр Раткевич.
В апреле 2007 года принимает участие с докладом «Опыт взаимодействия творческих союзов и бизнес-сообщества на примере Беллитсоюза „Полоцкая ветвь“» в Международной конференции «Культура и предпринимательство в современном мире».
С 2010 года является постоянным членом жюри Международного фестиваля литературы и культуры «Славянские традиции», в рамках которого подружился и поддерживает тесные творческие контакты со Станиславом Айдиняном и активом Южнорусского союза писателей во главе с поэтом Сергеем Главацким, а также писателями Александром Коржом, Владимиром Спектором, Валерием Басыровым, Львом Рябчиковым, Ириной Силецкой, Ольгой Ильницкой, Ильёй Рейдерманом и другими.
Интервью с Зайцевым опубликованы в журналах «Женский журнал»
, «Западная Двина», газетах «Знамя Юности», «Бердянск Деловой» (Украина), «Беларуская маладзёжная» и др.
Биография Зайцева О. Н. помещена в энциклопедиях: «КТО есть КТО в Республике Беларусь. Люди дела» (Мн., Энциклопедикс, 1999 — С. 193—194) и «Деловой мир СНГ», том 1 (Мн., Энциклопедикс, 2001 — С. 79-80).

## Массмедиа об авторе и его творчестве
- «„Блузки для Джульетт“, или поэты не от топора». О. Бородач. Газета «Знамя Юности» № 93(12265), 31.05.1994 — С. 3
- «Стоит ли рифмовать девиации?». Г. Сумароков. Газета «Бездельник» № 2, 30.01-05.02.1995 — С. 20 (о книге поэзии «Рифмованные девиации»)
- «Каин без раскаянья». О. Бородач. Газета «Знамя Юности» № 158(12330), 15.09.1994 — С. 3 (о книге поэзии «Рифмованные девиации»)
- «Поэты „Полоцкой ветви“». проф. Е. Зачевский. Журнал «Западная Двина» № 2(5), 2005 — С.182-192
- Интервью: «Под сенью „Полоцкой ветви“». Журнал «Западная Двина» № 3, 2004 — С. 188—192
- Олег Зайцев: «Чтобы провести с женщиной всю жизнь, одной любви недостаточно». А. Занковец. Журнал «Женский журнал» № 3, 2007 — С. 22-25
- «Олег Зайцев — больше, чем поэт». А. Занковец. Газета «Знамя Юности» № 6(14314), 09.02.2007 — С. 10
- «Белорусский литератор Олег Зайцев: „Моя задача — оставить свой след на земле“». А. Дударев. Газета «Бердянск Деловой» № 55(907), 31.07.2008 — С. 13
- «У поэта юбилей». Н. Василевский. Газета «Свободные новости плюс» № 3(294), 21-28.01.2009 — С. 12
- «„Координаты смысла“ составляют сильные стихи». А. Раткевич. Газета «Вестник культуры» № 4(58), 2010 — С. 4
- «На пороге эпохи…». А. Раткевич. Газета «Московский литератор» № 7(271), апрель 2011 — С. 6
- В поисках смысла. Платон Беседин
- «Не гнётся „Полоцкая ветвь“». Газета «Общеписательская литературная газета» № 7(20), июль 2011 — С. 4-5
- «„Полоцкая ветвь“ растёт». Газета «Литературная газета» № 49(6449), 7-13.12.11 — С.6